# Beaver Cove
Pour les articles homonymes, voir Beaver Cove (homonymie) et Beaver.
Beaver Cove est une communauté du nord de l'île de Vancouver, en Colombie-Britannique, au Canada.
Il s'agit de l'un des terminus de l'Englewood Railway (en).
Beaver Cove partage géographiquement avec Telegraph Cove la même crique.